# Zajčja dobrava
Zajčja dobrava je krajinski park na vzhodu Ljubljane, med Novim Poljem, Zadobrovo, Zalogom in železnico na jugu. Je edini ohranjeni primer nekdaj obsežnega nižinskega gozda na Ljubljanskem polju z dobom kot prevladujočo drevesno vrsto. Območje je bilo skupaj z delom njivskih površin zaščiteno leta 1972 in velja za najstarejši krajinski park v okolici Ljubljane. Na dveh mestih kraj parka je urejeno otroško igrišče in prostor za piknik (vzhodno igrišče je bilo med deli aprila 2020 odstranjeno, drevje pa posekano). Območje je širše znano po gostišču (nekdaj z urejenim baliniščem in možnostjo prenočitve) ter festivalu Zeljada. 

## Zgodovina
Skupščina občine Ljubljana Moste-Polje je Zajčjo dobravo za krajinski park razglasila 1972. Zaradi nespoštovanja varovalnih predpisov, namreč glasnih in množičnih veselic, neovirane vožnje z motorji ter onesnaževanja so leta 1982 začeli razmišljati o zaostritvi varovalnega režima. Krajani Krajevne skupnosti Zadobrova-Sneberje in Novo Polje so predlagali, naj se Zajčja dobrava prekvalificira v mestni park s spominskim obeležjem. Svet za urejanje prostora in varstvo okolja pri predsedstvu občinske SZDL je bil ideji naklonjen, a je opozoril, da bi bilo za tak ukrep treba prej razlastiti lastnike kmetijskih zemljišč ali pa ga sprejeti le za gozdni del parka.
V Zajčji dobravi so organizirali več občinskih krosov: jesenski leta 1979 je privabil 1400 tekačev. 18. februraja 2001 se je tu odvil orientacijski tek.
Turistično društvo Zajčja dobrava je od 4. do 6. junija 1993 priredilo I. Extempore Zajčja dobrava; sodelovali so slikarji Gustav Gnamuš, Irena Špendl, Ignac Kofol, Dare Birsa, Marjan Gumilar, Lucijan Bratuš, Črtomir Frelih in grafik Tadej Pogačar.